# Gong Xinzhan

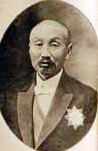
Gong Xinzhan

Gong Xinzhan (chinês tradicional: 龔心湛, chinês simplificado: 龚心湛, pinyin: Gōng Xīnzhàn, Wade–Giles: Kung Hsin-chan; 1871 - dezembro de 1943) foi um político durante o final da Dinastia Qing e da República da China. Foi um profissional de finanças no governo de Pequim, e foi considerado um membro da camarilha de Anhui. Exerceu funções de primeiro-ministro atuando interinamente. Seus nomes de cortesia eram Xianzhou (仙洲) e Xiandan(仙丹). Ele nasceu em Hefei, Anhui.